# 角田市

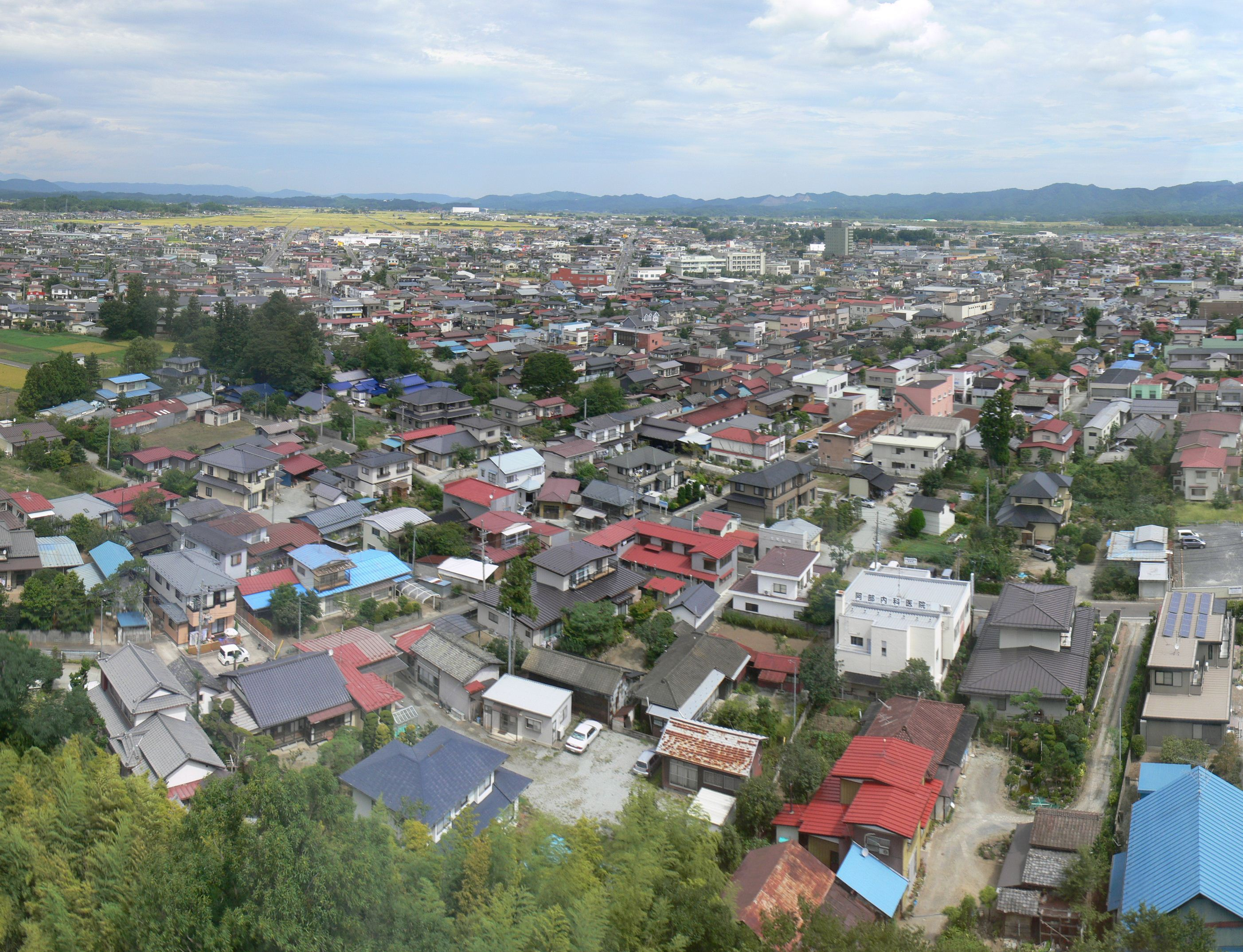
角田市市街地

角田市（かくだし）は、宮城県の南部に位置する市。1958年（昭和33年）市制施行。

## 地理
宮城県南部に位置する。市の東西は山地であり、市内を南から北に向けて阿武隈川が流れる。
- 山：権現堂、斗蔵山、深山、四方山
- 河川：阿武隈川、小田川
- 年間平均気温 11.4℃
- 年間降水量 1,315mm（2003年）

## 歴史

### 沿革
- 明治2年11月27日（1869年12月29日） - 白石県が角田県に改称。角田城に県庁を置く。
- 明治4年11月2日（1871年12月13日） - 角田県が仙台県に統合され廃止（仙台県は翌年宮城県に改称）。
- 1889年（明治22年）4月1日 - 町村制施行にともない、伊具郡角田本郷・豊室村・横倉村の区域をもって角田町が発足。初代町長は旧領主の石川邦光。
- 1928年（昭和3年）4月1日 - 伊具郡舘矢間村のうち旧・小田村域を角田町に編入。
- 1954年（昭和29年）10月1日 - 伊具郡角田町・枝野村・北郷村・桜村・西根村・東根村・藤尾村が新設合併し、改めて角田町が発足。
- 1958年（昭和33年）10月1日 - 市制施行し、角田市となる。
- 1965年（昭和40年） - 科学技術庁航空宇宙技術研究所角田支所開設。
- 1968年（昭和43年）4月1日 - 国鉄丸森線（現在の阿武隈急行線）開業。
- 1988年（昭和63年）7月1日 - 阿武隈急行線が福島駅まで全線開通。

## 行政

### 首長
- 歴代町長

昭和の合併以前
| 代    | 氏名         | 就任                      | 退任                       | 備考       |
| ----- | ------------ | ------------------------- | -------------------------- | ---------- |
| 1     | 石川邦光     | 1889年（明治22年）4月25日 | 1890年（明治23年）10月8日  |            |
| 2     | 広西徳郎     | 1890年（明治23年）10月    | 1892年（明治25年）5月2日   |            |
| 3     | 森善太郎     | 1893年（明治26年）3月12日 | 不明                       | 元・郡書記 |
| 4     | 一条英一郎   | 不明                      | 不明                       |            |
| 5     | 星見橘治     | 1904年（明治37年）4月     | 1908年（明治41年）4月      |            |
| 6 - 7 | 鈴木柔蔵     | 1908年（明治41年）4月8日  | 1914年（大正3年）2月       |            |
| 8 - 9 | 星見橘治     | 1914年（大正3年）3月3日   | 1918年（大正7年）3月8日    | 再任       |
| 10    | 森善太郎     | 1918年（大正7年）10月27日 | 1922年（大正11年）2月3日   | 再任       |
| 11    | 小野儀右ェ門 | 1922年（大正11年）2月23日 | 1922年（大正11年）2月26日  |            |
| 12    | 広岡政造     | 1922年（大正11年）12月1日 | 1923年（大正12年）9月25日  |            |
| 13    | 堀内政之助   | 1925年（大正14年）6月27日 | 1927年（昭和2年）7月25日   |            |
| 14    | 広岡政造     | 1927年（昭和2年）12月16日 | 1929年（昭和4年）9月13日   | 再任       |
| 15    | 相沢春治     | 1930年（昭和5年）8月2日   | 1934年（昭和9年）8月1日    |            |
| 16    | 目黒安松     | 1934年（昭和9年）8月16日  | 1938年（昭和13年）8月15日  |            |
| 17    | 加藤善喜     | 1938年（昭和13年）8月18日 | 1946年（昭和21年）11月9日  |            |
| 18    | 広岡政造     | 1947年（昭和22年）4月5日  | 1948年（昭和23年）9月14日  | 三任       |
| 19    | 佐藤貞治     | 1948年（昭和23年）11月9日 | 1950年（昭和25年）12月10日 |            |
| 20    | 佐藤聡平     | 1951年（昭和26年）1月20日 | 1954年（昭和29年）9月30日  |            |

昭和の合併以後
| 代 | 氏名     | 就任                   | 退任                      | 備考 |
| -- | -------- | ---------------------- | ------------------------- | ---- |
| 1  | 加藤正義 | 1954年（昭和29年）11月 | 1958年（昭和33年）9月30日 |      |

- 歴代市長

| 代 | 氏名       | 就任                      | 退任                    | 備考         |
| -- | ---------- | ------------------------- | ----------------------- | ------------ |
| 1  | 加藤正義   | 1958年（昭和33年）10月1日 | 1966年（昭和41年）11月  | 町長より留任 |
| 2  | 三文字正次 | 1966年（昭和41年）11月    | 1980年（昭和55年）      |              |
| 3  | 浅川純直   | 1980年（昭和55年）8月     | 1988年（昭和63年）8月   |              |
| 4  | 高山彰     | 1988年（昭和63年）8月     | 1996年（平成8年）8月    |              |
| 5  | 佐藤清吉   | 1996年（平成8年）8月      | 2008年（平成20年）8月   |              |
| 6  | 大友喜助   | 2008年（平成20年）8月10日 | 2020年（令和2年）8月9日 |              |
| 7  | 黒須貫     | 2020年（令和2年）8月10日  |                         |              |

## 公的機関

### 警察
- 宮城県警察角田警察署

### 消防
- 仙南地域広域行政事務組合角田消防署
- 角田市消防団

## 経済

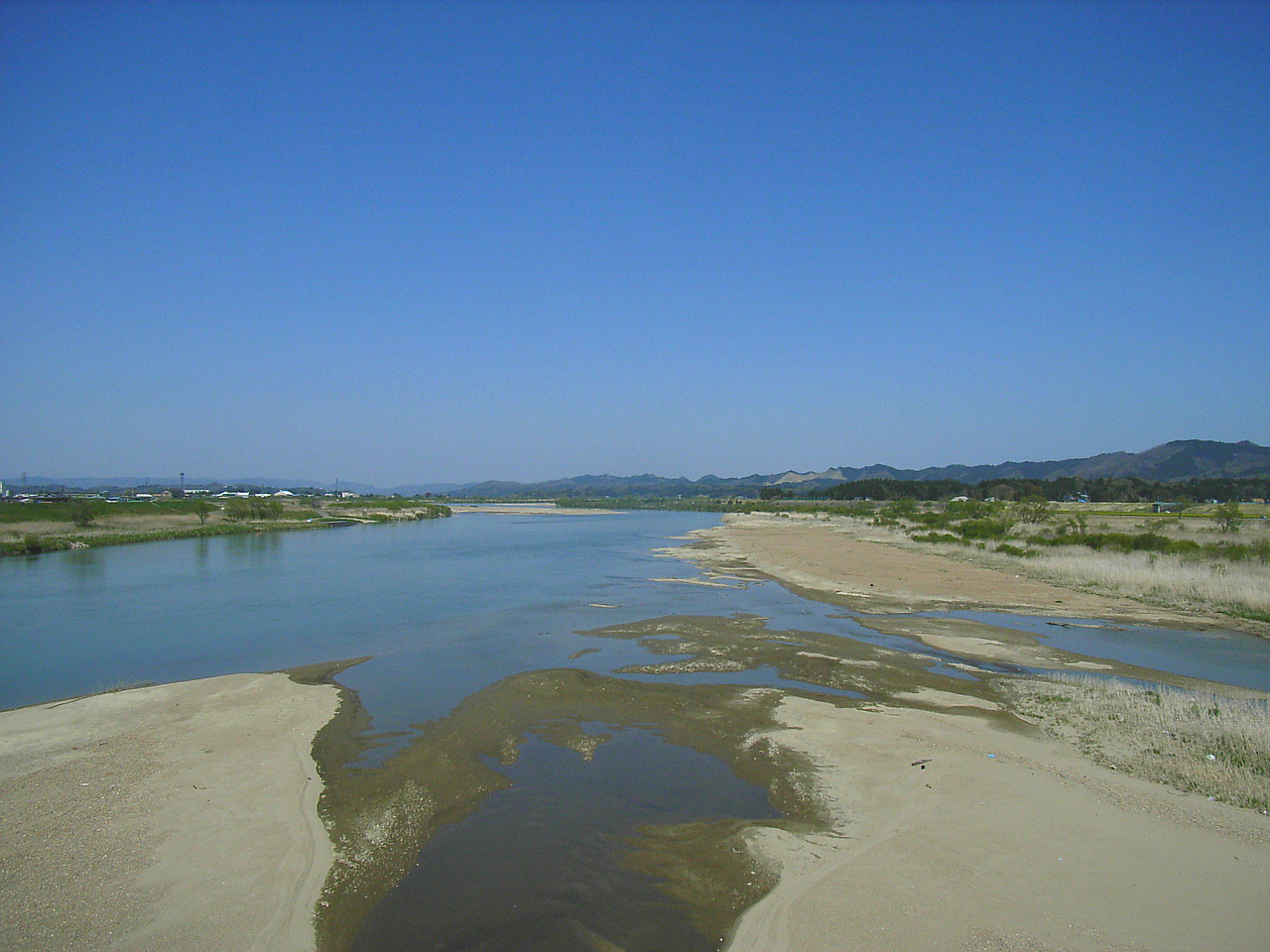
角田橋から阿武隈川（2005年4月）

古くから養蚕などが盛んだったが、高度経済成長期以降、電機メーカー、自動車部品メーカーなどの進出が相次いだ。
農業も盛んで、大豆や梅の栽培でも名高い。

### 市内に事業所を置く企業
- アイリスオーヤマ - 各種プラスチック製品製造
- アルプスアルパイン - 各種電子部品製造
- 日立Astemo - 自動車用部品製造
- ホーチキ - 火災報知器、防災機器等製造
- 宇宙航空研究開発機構（独立行政法人） - 航空宇宙分野の研究・開発

## 郵便
- 角田郵便局（集配局）
- 磐城東根郵便局
- 枝野郵便局
- 北郷郵便局
- 桜郵便局
- 西根郵便局
- 藤尾郵便局
- 小田簡易郵便局

## 姉妹都市・提携都市
- 石川町（福島県石川郡）
  - 1978年（昭和53年）締結 - 角田城主・石川氏発祥の地として。
- 栗山町（北海道夕張郡）
  - 1978年（昭和53年）8月26日締結 - 石川氏旧臣・泉麟太郎による開拓地として。
- 銀河連邦 ：独立行政法人宇宙航空研究開発機構（JAXA、旧・宇宙科学研究所）の施設がある市町による友好都市で、2016年（平成28年）に提携した。
  - 大樹町（北海道広尾郡）
  - 能代市（秋田県）
  - 大船渡市（岩手県）
    - 旧・三陸町（気仙郡）が提携。

  - 佐久市（長野県） 
    - 旧・臼田町（南佐久郡）が提携。

  - 相模原市（神奈川県）
  - 肝付町（鹿児島県肝属郡）
    - 旧・内之浦町が提携。1987年（昭和62年）11月8日、友好都市提携。
- グリーンフィールド市（アメリカ合衆国インディアナ州）
  - 1990年（平成2年）9月12日締結 - 市内に拠点のある（株）ケーヒンの現地進出が縁となる。

## 地域

### 人口
| |                                        |  |
| 角田市と全国の年齢別人口分布（2005年） | 角田市の年齢・男女別人口分布（2005年） |  |
| ■紫色 ― 角田市 ■緑色 ― 日本全国 | ■青色 ― 男性 ■赤色 ― 女性              |  |
| 角田市（に相当する地域）の人口の推移 \| 1970年（昭和45年） \| 31,170人 \| \| \| 1975年（昭和50年） \| 32,228人 \| \| \| 1980年（昭和55年） \| 33,731人 \| \| \| 1985年（昭和60年） \| 35,119人 \| \| \| 1990年（平成2年） \| 35,431人 \| \| \| 1995年（平成7年） \| 35,316人 \| \| \| 2000年（平成12年） \| 34,354人 \| \| \| 2005年（平成17年） \| 33,199人 \| \| \| 2010年（平成22年） \| 31,336人 \| \| \| 2015年（平成27年） \| 30,180人 \| \| \| 2020年（令和2年） \| 27,976人 \| \| |                                        |  |
| 総務省統計局 国勢調査より |                                        |  |
| 1970年（昭和45年） | 31,170人                               |  |
| 1975年（昭和50年） | 32,228人                               |  |
| 1980年（昭和55年） | 33,731人                               |  |
| 1985年（昭和60年） | 35,119人                               |  |
| 1990年（平成2年） | 35,431人                               |  |
| 1995年（平成7年） | 35,316人                               |  |
| 2000年（平成12年） | 34,354人                               |  |
| 2005年（平成17年） | 33,199人                               |  |
| 2010年（平成22年） | 31,336人                               |  |
| 2015年（平成27年） | 30,180人                               |  |
| 2020年（令和2年） | 27,976人                               |  |

平成27年国勢調査より前回調査からの人口増減をみると、3.69％減の30,180人であり、増減率は県下35市町村中16位。40行政区域中21位。

## 教育

### 小学校
- 角田市立角田小学校
- 角田市立北郷小学校
- 角田市立桜小学校
- 角田市立横倉小学校
- 角田市立金津小学校

### 中学校
- 角田市立角田中学校
- 角田市立北角田中学校

### 高等学校
- 宮城県角田高等学校

## 交通

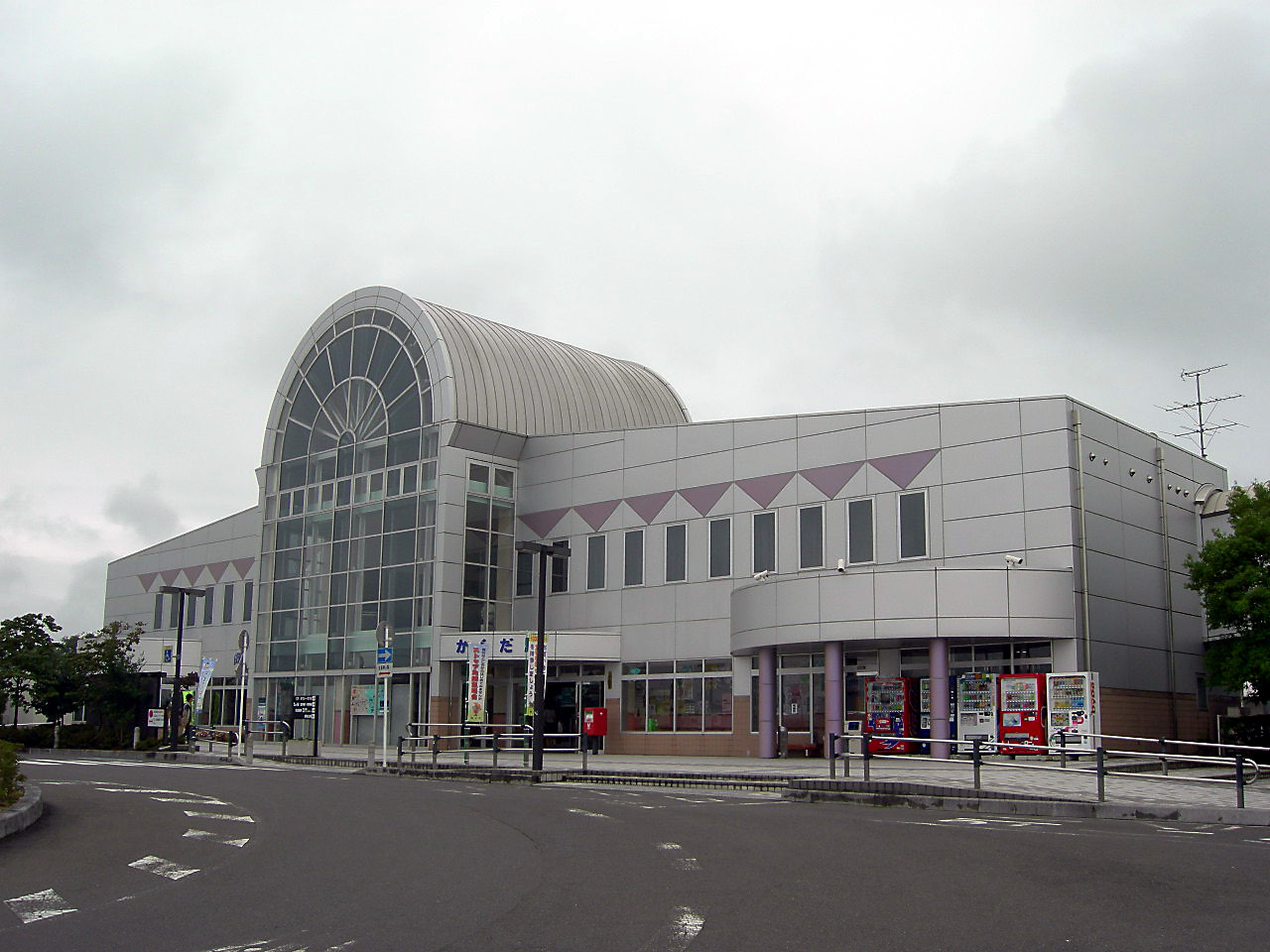
角田駅

### 鉄道路線
阿武隈急行
- 阿武隈急行線
  - 南角田駅 - 角田駅 - 横倉駅 - 岡駅
- 中心となる駅：角田駅

### 路線バス
- 丸森町民バス（角田 - 丸森駅 - 大内）
- （高速バス）東北アクセス角田線（東北アクセス宮城営業所 - 仙台駅東口 - 東北大学病院）

### 道路
- 一般国道
  - 国道113号、国道349号
- 都道府県道
  - 宮城県道14号亘理大河原川崎線、宮城県道28号丸森柴田線、宮城県道44号角田山元線、宮城県道52号亘理村田蔵王線、宮城県道105号越河角田線、宮城県道110号大河原高倉線、宮城県道111号佐倉北郷線、宮城県道114号角田柴田線、宮城県道245号角田大内線

## 名所・旧跡・観光スポット・祭事・催事
- 高蔵寺阿弥陀堂（国の重要文化財）

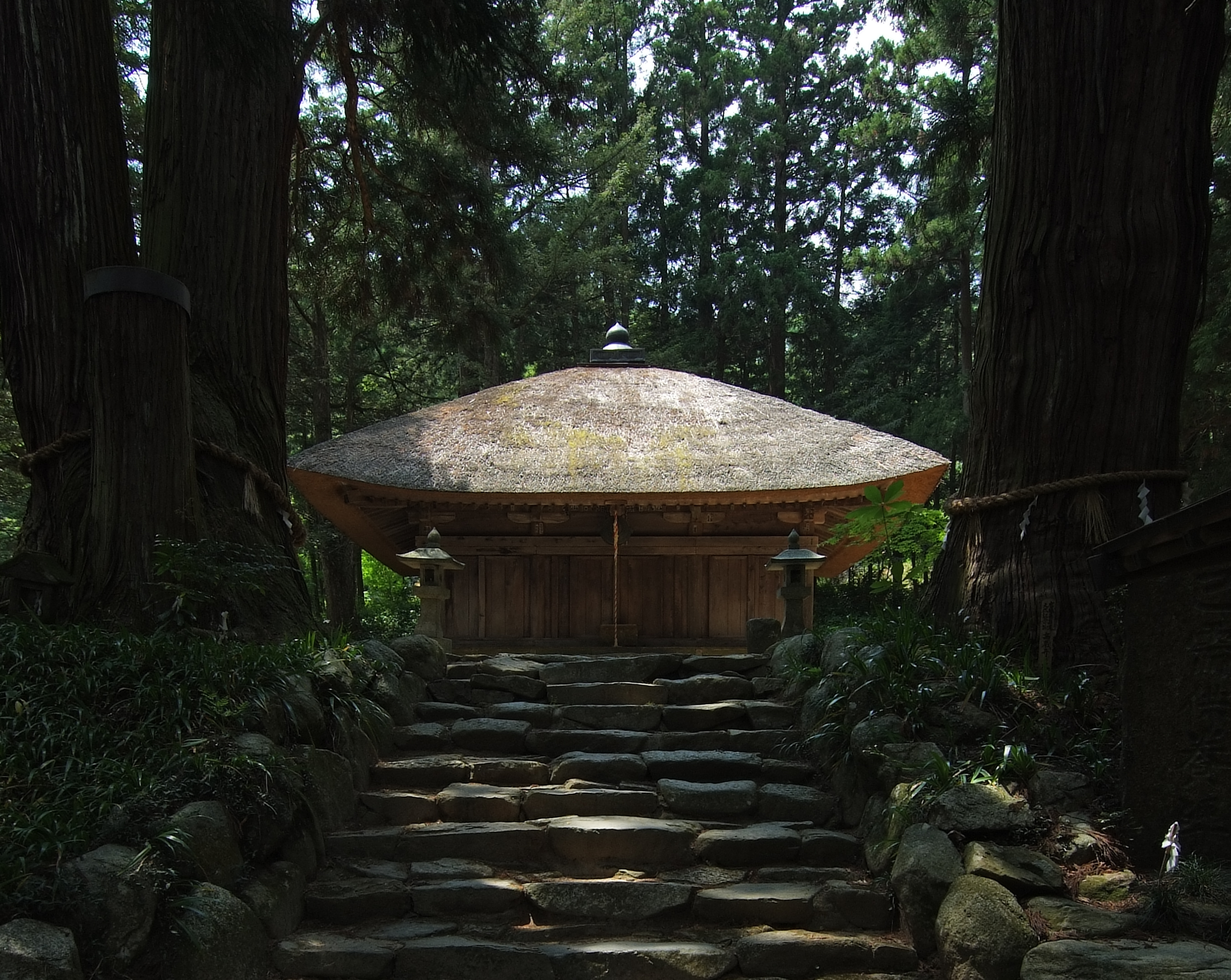
高蔵寺阿弥陀堂

- 角田宇宙センター展示室-宇宙航空研究開発機構の実験・開発施設
- 角田滑空場 -グライダーの滑空、防災ヘリの活動など
- 角田城
- かくだ菜の花まつり
- むう姫まつり
- 阿武隈リバーサイドマラソン（11月上旬頃）

## 公園
- 角田中央公園
- 台山公園 - 市内に宇宙航空研究開発機構がある関係で、公園内にH-IIロケットの模型が展示されている。
- 北根農村公園
- 小田農村公園
- 高倉農村公園
- 白岩公園

## 著名な出身者

### 軍事・政治・経済
- 菅野直（軍人）
- 保科善四郎（軍人・政治家、衆議院議員）
- 氏家榮一（銀行家）
- 氏家清吉（政治家・銀行家、貴族院議員、地主、加登清、金融業、宮城県多額納税者[3]）
- 庄司一郎（衆議院議員、仙南日日新聞社長）

### 学術
- 大槻義彦（物理学者、早稲田大学名誉教授）
- 泉久雄（法学者、専修大学名誉教授）

### 文化・スポーツ
- 鎌田樹（作家）
- 萱場照雄（剣道家）
- 伊藤真一（オートバイレーサー）
- Ni〜ya（音楽家、ナイトメアベーシスト）
- 熊原健人（プロ野球選手）
- 斉藤ジュン（プロレスラー）
- 斉藤レイ（プロレスラー）

### ゆかりのある人物
- 氏家丈吉（資産家・実業家、地主、加登丈、金融業、宮城県多額納税者[3]） - 山形県生まれで、初代丈吉の養子。